# Asociación de la Orquídea Dorada
La Asociación de la Orquídea Dorada (金兰 会) fue un movimiento social existente durante la dinastía Qing con sede en Guangdong, China. Alrededor de este movimiento surgió una comunidad en la que las mujeres disfrutaban de una relativa independencia debido a su participación en la industria de la seda de esta región.

## Historia
La Asociación de la Orquídea Dorada proporcionaba un modelo alternativo de seguridad social para las mujeres. Las mujeres que ingresaban en la Asociación de la Orquídea Dorada a través de un juramento de hermandad o bien se comprometían a no contraer matrimonio o se casaban formalmente sin llegar a consumar la relación. Si una hermana era forzada a casarse la hermandad lo consideraba una amenaza, en algunas ocasiones llegando a cometer un suicidio grupal. Algunas de las relaciones de hermandad pueden haber sido de naturaleza sexual. Según Bret Hinsch, hay documentación de miembros de este grupo que se unen a acuerdos de matrimonio entre personas del mismo sexo.